# Josep Garriga i Buach
Josep Garriga i Buach (Sant Pere Pescador, Alt Empordà, 1777 - Elna, Rosselló, circa 1813) fou un químic, metge i cirurgià empordanès dels segles xviii i xix. Després de graduat en farmàcia, fou nomenat per ocupar una de les dues beques que la ciutat de Girona tenia a la de Montpeller, en la universitat va estudiar medicina i cirurgia exercint amb distinció durant dos anys la plaça de cap de clínica. Es va dedicar amb cura a la química general i aplicada sota la direcció dels savis Chaptal i Virenque: i va ser un dels opositors a la plaça de cap i preparador del laboratori químic, mereixent que l'escola fes menció honorífica del lluïment i brillantor amb què havia satisfet a les qüestions i objeccions proposades, amb expressió del sentiment que la causava no tenir una segona plaça amb què premiar el seu mèrit, i que li concedís entrada franca al laboratori: va guanyar en concurs públic el primer premi de física de l'escola central: rebé en aquesta universitat els graus de llicenciat i doctor en medicina, i havent convidat el govern francès a la universitat perquè nomenés metges d'aquest universitat per a inspeccionar l'epidèmia que hi hagué a Andalusia a 1801, aquella corporació li vaig nomenar perquè en classe de secretari facultatiu acompanyés als tres catedràtics comissionats efecte. L'any novè de la república havent-se anunciat que anaven a establir-se a Espanya diverses càtedres de química, aquesta universitat va recomanar el mèrit rellevant al ciutadà Lucien Bonaparte ambaixador francès prop de S. M. C. En 1804 i 1805 estant a París va donar a llum conjuntament amb D. I. M. de san Cristobal dos toms d'un «curso de química general» aplicat a les arts, obra de singular mèrit i la primera de la seva classe en idioma espanyol, però circumstàncies polítiques li van impedir acabar-la.